# Liqueur de sapin
La liqueur de sapin est une boisson alcoolisée à base de bourgeons ou d'aiguilles de sapins, obtenue par macération ou/et distillation, et produite en France généralement dans le département du Doubs en région Bourgogne-Franche-Comté.

## Histoire
La production des premières liqueurs de sapin apparait à Pontarlier au début du XXe siècle. Elle fut inventée en 1902 par un distillateur d'absinthe : Armand Guy, de la Distillerie Pierre Guy de Pontarlier. À cette époque, l’utilisation de bourgeons de sapins est courante en matière médicinale, et l’idée d’en faire un alcool s’en inspire. Cette nouvelle boisson connaîtra par la suite un essor important dans la région à la suite de l’interdiction de consommation de l’absinthe prise par les autorités publiques en 1915. L’absinthe étant alors pour l’époque le spiritueux le plus consommé (90 % des apéritifs consommés en France), il fut donc nécessaire pour les habitants de la région de se tourner vers d’autres types d’alcools forts, dont cette liqueur.

## Composition et fabrication
La liqueur de sapin est obtenue par distillation (en alambics à bain-marie) de jeunes pousses printanières des sapins du massif du Jura ou des Vosges, dont la récolte faite sur les branches inférieures des arbres a lieu normalement en juin. Une partie de la récolte est mise à sécher sur claies tandis que l’autre macère deux jours durant dans de l’alcool avant d’être ensuite distillée avec d’autres plantes aromatiques. De cette distillation ressort un alcoolat transparent de 80° de volume (de l’huile essentielle de sapin) dans laquelle sont ensuite infusées les pousses laissées à sécher, le faisant se charger de sève et se colorer.
Entrent ensuite dans la composition du sirop de sucre et de l’eau distillée afin de réduire le volume d’alcool à un niveau se comprenant entre 35° et 40°. Cette présence forte en sucre (plus de 100 grammes par litre) font donc de cet alcool une liqueur dont la couleur finale se rapproche du vert clair.

## Consommation
Cette liqueur locale est en général vendue et reconnue par la forme et la structure de sa bouteille, travaillée de manière à imiter le bois. À boire de préférence fraîche, elle est conseillée en apéritif ou en fin de repas.
La liqueur semble par ailleurs conserver ses effets de boisson médicinale puisque l’on lui reconnait en outre des vertus antitussives.